# 利季婭·楚科夫斯卡婭
利季娅·科尔涅耶夫娜·楚科夫斯卡娅（俄語：Ли́дия Корне́евна Чуко́вская；1907年3月11日（24日）—1996年2月7日；又譯丘科夫斯卡婭），苏联女作家，笔名阿列克谢·乌戈洛夫。

## 生平
1907年，出生于文学作家世家。1928年，毕业于列宁格勒大学，在苏联国家出版社儿童文学编辑部工作。1974年，被开除出苏联作家协会。1980年，获得法国科学院自由奖。1990年，获得萨哈罗夫院士奖。1995年，获得俄罗斯国家奖。1996年，去世。

## 作品
- 《列宁格勒—敖德萨》（1928年）
- 《伏尔加河上》（1931年）
- 《塔拉斯·舍普琴科的故事》（1930年）
- 《十二月当人：西伯利亚的考察者》（1951年）
- 《鲍里斯·日特科夫》（1957年）
- 《在编辑部里》（1963年）
- 《索菲娅·彼得罗夫娜》（1965年）
- 《潜入水下》（1972年年）
- 《死亡的这一边》（1978年）
- 《童年的记忆：对科尔涅伊·丘科夫斯基的回忆》（1989年）